# Anna Rita Del Piano
Anna Rita Del Piano, född Anna Rita Viapiano 26 juli 1966 i Cassano delle Murge, är en italiensk skådespelare.